# 악단광칠
악단광칠(樂團光七)은 한국 전통 음악을 현대적으로 해석하여 공연하는 악단이다. 2015년 정가악회에서 음악 유닛으로 결성하였으며 그 해가 광복 70주년이어서 광칠이란 이름을 붙였다. 결성 이후 여러 음악 축제에 참가하였으며 2017년 전주세계소리축제, 2018년 KBS국악대상 단체상 등을 수상하였다.

## 장르
악단광칠은 굿 음악과 민요를 현대적으로 해석한 곡을 만들고 연주한다. 특히 경기민요에 비해 대중적으로 그리 알려지지 않은 서도민요의 발굴과 재창작에 큰 관심이 있다. 황해도 지방의 민요인 서도 민요가 갖는 독특한 울림을 관객과 소통하고자 한다.
샤머닉 펑크(Korean shamanic funk)라는 장르로 2019WOMAX에 참가.
작두락, 접신락이라는 별명이 붙기도 하였음.

## 공연과 수상
결성 이후 꾸준하게 각종 음악 축제에 참여하고 있으며, 자체 콘서트도 갖고 있다. 2017년 전주세계소리축제에서 2등상인 수림문화상을 수상하였고, 2018년 KBS국악대상 단체상을 수상하였다.
악단광칠 콘서트《매우 춰라!》를 전국을 순회하며 열고 있다.

## 음반
2017년 8월 《악단광칠 1집》을 선보였다.
- 모십니다
- 영정거리 : 황해도 굿판 가운데 부정한 잡신들을 쫓는 영정거리를 새롭게 해석하였다.
- 사제야 : 별신굿의 사자풀이를 새롭게 해석하였다.[8]
- 수심가[9]
- 빠라빠라빰[9]
- 공명 : 서도민요 공명가와 판소리 적벽가를 엮어 만들었다.[10]
- 얼싸
- 어차
- 난봉가 : 서도민요 긴 난봉가와 자진난봉가를 새롭게 해석하였다.

2019년 12월 28일 <이야기해주세요 - 세 번째 노래들>에 참여하였다.
- CD 2 의 3번 트랙 <말하고 싶어>에서 라퍼커션(Rapercussion)과 협업을 하였다.

2020년 7월 18일 정규 2집<인생꽃같네> 발매
- 노자노자
- 맞이를 가요
- 사랑 폈구나
- 와대버
- 제전 - 어느 봄날에 부르는 노래
- 북청[12]
- 밤중에
- 히히
- 이노래

## 구성원 변동 정보
- 월선(노래): 2021년 5월 탈퇴
- 유월(노래): 2021년 6월 합류
- 그레이스박(아쟁): 2022년 6월 탈퇴
- 김최종병기활(아쟁): 2022년 6월 합류
- 명월(노래): 2023년 1월 탈퇴
- 연홍(노래): 2023년 7월 합류
- 홍옥(노래): 2025년 2월 탈퇴